# 新華盛頓 (印第安納州)
新華盛頓（英語：New Washington）是位於美國印地安納州克拉克縣的一個人口普查指定地區。

## 地理
新華盛頓的座標為38°33′45″N 85°32′29″W / 38.56250°N 85.54139°W，而該地最高點為海拔高度219米（即719英尺）。

## 人口
根據2010年美國人口普查的數據，新華盛頓的面積為13.52平方千米，當中陸地面積為13.48平方千米，而水域面積為0.04平方千米。當地共有人口566人，而人口密度為每平方千米41.86人。